# Abu Sahl Lakshan
Abu Sahl Lakshan (Khadja Abu Sahl Abd Allah ibn Ahmad ibn Lakshan al-Dabir) fou un oficial dels sultans gaznèvides Mahmud ibn Sebuktegin (998-1030) i Masud I ben Mahmud (1030-1041). El seu nom Lakshan sembla derivar del sànscrit Lakshana.
Va servir a les ordes de l'amir Yusf ibn Sebuktegin que fou empresonat per Masud i va morir el 1032; després d'un període de desgràcia va ser nomenat governador de Bust. Fou notable en cal·ligrafia, poesia i epistològrafa, i és considerat eloqüent i generós, i auster. A casa seva es reunien els poetes.